# Musongati (periodiskt vattendrag i Burundi, Gitega)
Musongati är ett periodiskt vattendrag i Burundi.   Det ligger i provinsen Gitega, i den centrala delen av landet, 70 km öster om huvudstaden Bujumbura.
Omgivningarna runt Musongati är en mosaik av jordbruksmark och naturlig växtlighet. Runt Musongati är det tätbefolkat, med 276 invånare per kvadratkilometer.